# آنا فروست
آنا فروست (بالإنجليزية: Anna Frost)‏ هي عداءة ألتراماراثون ‏ نيوزيلندية، ولدت في 1 نوفمبر 1981 في دنيدن في نيوزيلندا.

## وصلات خارجية
- الموقع الرسمي
- آنا فروست على موقع الاتحاد الدولي لألعاب القوى (الإنجليزية)
- آنا فروست على موقع الاتحاد الألماني للألترا ماراثون (الإنجليزية)
- آنا فروست على موقع رابطة إحصائيات سباق الطريق (الإنجليزية)
- آنا فروست على موقع الرابطة الدولية لركض المسار (الإنجليزية)